# Samurzakan
Samurzakán (en georgiano: სამურზაყანო, romanizado: Samurzakano; en abjasio: Самырзаҟан, romanizado: Samurzakan; en ruso: Самурзакан, romanizado: Samurzakan) es una de las siete regiones históricas de Abjasia y, en consecuencia, una de las siete estrellas de la bandera de Abjasia representa a Samurzakan. Los residentes locales pertenecen al grupo etnográfico de los abjasios abzhui. Se estableció en 1700 y sobrevivió hasta 1840, siendo los últimos 35 años bajo protectorado ruso, estableciendo el protectorado de Mingrelia, del que los rusos lo consideraban dependiente. Entre 1808 y 1810, la rama Shivarshidze de señores de Lyjny (Bzipi) también quedó bajo la protección rusa.

## Toponimia
Samurzakán deriva del nombre del hijo de Kvapu Shervashidze el príncipe Murza Jan, quien se convirtió en el gobernante de estas tierras a finales del siglo XVII. Samurzakano en traducción del georgiano significa literalmente el lugar de Murza Jan.

## Geografía
El territorio conocido como Samurzakan está tradicionalmente comprendido entre el río Galidzga y el río Inguri, con su capital Bedia.

## Historia

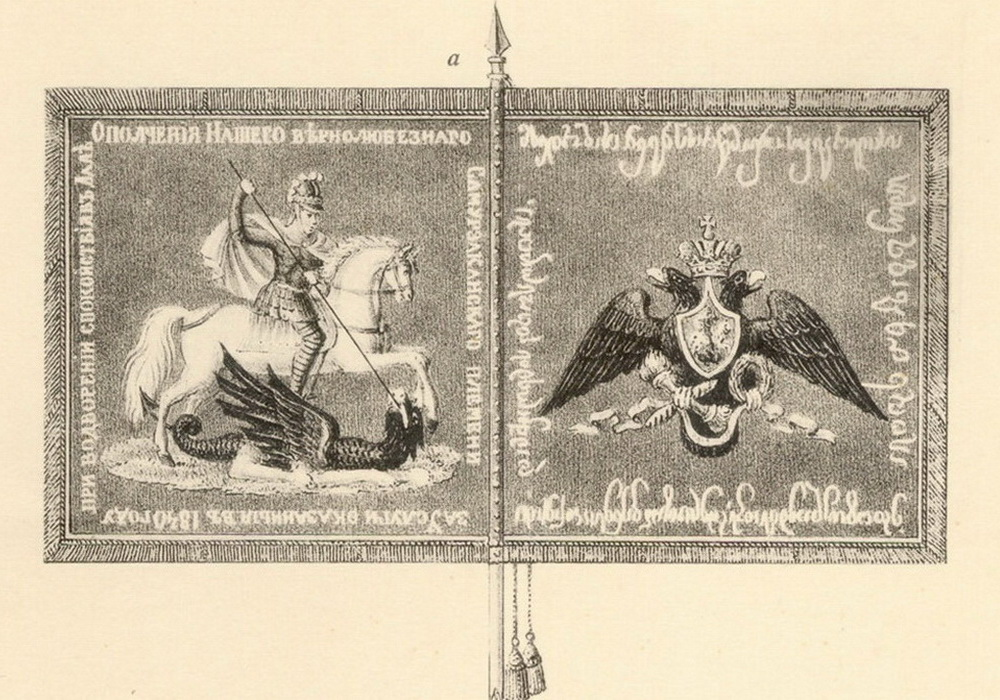
Estandarte de la milicia de Samurzakán. 1840

Salomón o Zegnak Shervashidze, príncipe de Abjasia en 1665, repartió el país a su muerte en 1700 entre sus tres hijos: Bzipi (entre el río Bzipi y el río Kodori) para Rostom Shirvashidze, que también heredó el título de su padre; Abzhua (entre el río Kodori y el río Galidzga) para Dzhigetshi Shervashidze; y Samurzakan (entre el río Galidzga y el río Inguri) para Kvapu Shervashidze.
El territorio de Kvapu, también conocido como el señorío de Bedia (más adelante Samurzakán), siendo el hijo de Kvapu Shervashidze el príncipe Murza Jan o Mirza jan Shirvashidze, conocido como el principado de Murza Jan. El hijo de este, Jutunica, se levantó contra el Imperio otomano en 1757 y pidió la alianza con el Imperio ruso, convirtiéndose de hecho en independiente, pero fue derrotado y muerto en batalla en 1758. 
El sacerdote católico italiano del siglo XVII Arcangelo Lamberti, misionero en Mingrelia en nombre del Papa Urbano VIII, simultáneamente reporta información sobre algunos pueblos vecinos. Según esta información, la población de los actuales distritos de Ochamchira, Tkvarcheli y Gali en 1633-1650 eran mingrelianos hasta el río Kodori.
Lo mismo sucedió con su hijo Leván Shervashidze, que en 1798 fue derrocado por su sobrino Manushijr, hijo de Salomón (hermano de Leván), quien aceptó el protectorado ruso. En 1813, el expríncipe Leván asesinó a Manushijr y proclamó príncipe a su hijo Majmud Beg (conocido como Jutuna Shervadhidze). Más tarde, la sucesión volvió a Aleksandr, hijo de Manushijr, el cual fue asesinado por el príncipe Taeril Dadiani en 1829. También sucedió lo mismo con su hermano Dmitri Manuchárovich Shervashidze, que en 1840 fue depuesto por Rusia y el país anexionado, muriendo Dmitri en Rusia en 1882.
El principado de Samurzakán fue suprimido por el Imperio ruso a finales de la Guerra del Cáucaso (1817-1864). En 1864, Abjasia pasó a llamarse departamento militar de Sujumi dentro de Rusia.

## Gobernantes
Los gobernantes se conocieron como señores de Bedia, y desde 1750 aproximadamente, con el título de "Príncipe de Bedia" o "Príncipe de Samurzakán":
- Kvapu Shervashidze (c. 1700-?)
- Mirza Jan Shervashidze, o también Murza Jan (?-1750)
- Jutunica Shervashidze (c. 1750-1758)
- Leván Shervashidze (1758-1798)
- Manushijr Shervashidze (1798-1813)
- Jutuna Shervashidze, también conocido como Mahmud Beg (1813-?)
- Aleksandr Manuchárovich Shervashidze (?-1829)
- Dmitri Manuchárovich Shervashidze (1829-1840)

## Galería
|                                       |
| Casas tradicionales en Saberio (1884) |

|                       |
| Bazar en Okumi (1884) |

|              |
| Okumi (1884) |

|                     |
| Samurzakanos (1913) |

|                         |
| Escuela en Okumi (1884) |

|                              |
| Foto de hombres samurzakanos |